# گذرنامه برونئی

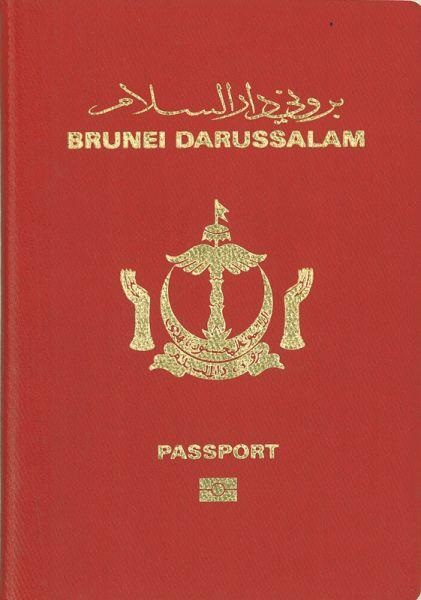
نمایی از یک‌نسخه گذرنامهٔ برونئی در سال ۲۰۱۸

گذرنامهٔ برونئی یک مدرک سفر بین‌المللی است که توسط کشور برونئی صادر می‌شود و بنا بر داده‌های سال ۲۰۲۳، دارندگان آن می‌توانستند به ۱۶۶ کشور دیگر بدون دریافت ویزا سفر کنند یا ویزا را در بدو ورود دریافت نمایند. این گذرنامه بر اساس رتبه‌بندی شاخص گذرنامهٔ هنلی در سال ۲۰۲۳ در رتبهٔ ۲۰ قرار داشت.